# Hervormde kerk (Kerkwijk)
De Hervormde kerk of Mariakerk is de protestantse kerk van Kerkwijk in de Nederlandse provincie Gelderland. De kerk is gelegen aan Aalderwijksestraat 16.

## Geschiedenis
Dit is het oudste nog bestaande kerkgebouw van de Bommelerwaard, en oorspronkelijk gewijd aan Onze-Lieve-Vrouw. Het tufstenen schip is 12e-eeuws en gebouwd in romaanse stijl. In de tweede helft van de 13e eeuw werd de bakstenen toren gebouwd in laatromaanse stijl. In 1623 werd een traptoren aangebouwd. Eind 15e eeuw werd een gotisch koor toegevoegd. In 1954-1956 werd de kerk gerestaureerd en werd een consistorie aangebouwd.
De van oorsprong Katholieke kerk werd als uitvloeisel van de Reformatie een Hervormde kerk. Toen in 2004 de kerkenfusie tot stand kwam, splitste een Hersteld Hervormde gemeente zich af, en deze kerkt sindsdien in een buurthuis.

## Gebouw
Het romaanse schip heeft hoge rondboognissen, het gotische koor is iets hoger dan het schip. De voorgebouwde toren wordt gedekt door een achtkante ingesnoerde naaldspits. Hierin hangt een klok van 1617, gegoten door Willem Wegewaert.

## Interieur
Het interieur van het schip wordt overwelfd door een vlak plafond met houten, geschilderde balken. Het koor, door een triomfboog van het schip afgescheiden, heeft een houten gewelf met boven de koorsluiting een schildering van ongeveer 1500, welke het Laatste Oordeel verbeeldt.
De preekstoel is uit het eerste kwart van de 17e eeuw, met een 15e-eeuwse voet die afkomstig is van het doopvont. De kerk bevat enkele grafzerken uit de 17e en 18e eeuw, en het orgel is van 1890. Dit werd gebouwd door J.F. Kruse.